# Муромець
Му́ромець — острів у межах м. Києва та Броварського району Київської області, знаходиться між гирлами Десни, Чорториєм (Десенкою) та Дніпром, з півдня переходить до Труханового острова. Довжина — 7,5 км, ширина — 1–2 км.
Муромець це досить великий алювіальний масив, що утворився внаслідок відкладання річкових наносів у зоні контакту більш повноводних в постльодовикову епоху Десни та Дніпра, зокрема, під час Полісько-Дніпровська повені, близько 14 тисяч років тому. Таке відкладання наносів досі продовжується, внаслідок чого на північно-західній околиці Муромця оформився малий острів Крайній.
На його території знаходиться пам'ятка археології — давньоруське поселення XII століття.
Острів укритий луговою рослинністю, понижені ділянки покриті заплавним лісом і чагарниками. Загальна площа озер у 1934 році — понад 50 га. Історичні озера на острові: Бобровня, Глибоке, Лопух, Муравка, Старий, Щитецьке, Кільнище.
На острові знаходиться парк «Муромець».
До острова можна проїхати Північним мостом та через греблю у гирлі Десни з лівого берегу. До острова також можна пройти суходолом з Труханового острова.

## Історія
До XVII ст. острів знаходився у монопольному користуванні магістрату. Лише в 1613 р. його разом з прилеглим узбережжям було передано у пожиттєве держання, за умови заселення, київському городничому (до речі православного віросповідання) С. Вигурі.
10 квітня 1698 р. Петро І видав грамоту, яка підтверджувала право міщан користуватися природними багатствами дніпровських островів Києва, в тому числі о. Муромець, для сіножаття, вигону худоби, ловлі риби.
У 1923 році площа лугового господарства становила — 524 га.
1972 року на острові заклали однойменний парк, який за радянських часів носив назву парк Дружби Народів.

## Розмежування з Трухановим островом. Штучні зміни кордонів острова
У наш час Труханів острів та Муромець поєднані між собою в один острів. У більшості випадків кордон між островами вказують приблизно за лінією Північного мосту. Протока, що розділяла острови у 1777—1851 роках, проходила трохи південніше мосту, частиною минулої протоки є сучасна затока Чорторий.
Деякі джерела вказують, що кордоном між Муромцем та Трухановим островом є річка Бобровня, — в наш час це єдина природна перешкода, що розділяє сушу в цій місцевості.
Первісно острів Муромець був об'єднаний з Трухановим островом в один острів (їх розділяли лише незначні Небишевська протока та річка Бобровня).
Наприкінці XIX сторіччя між островами був проритий канал, що роз'єднав їх. Будівництво каналу мало зменшити потік Дніпра та перекинути частину течії до Десенки, щоби запобігти підтопленню Подолу. Проблема з підтопленням загострилася після 1737, коли був проритий канал через Почайницьку косу, яка захищала Поділ від основної течії, та коса була повністю розмита.
Пробитець (канал між Трухановим островом та Муромцем) був проритий у 1777, а пізніше, у 1792—1793, розширений.
Труханів та Муромець були розділені протокою до 1851, коли була побудована загата, яка знову об'єднала острови перешийком.
Загата будувалася з метою посилення течії та глибини русла Дніпра для розвитку судноплавства. Загата довжиною 448 метрів не була глухою, а мала водозлив завширшки 42,7 метри. Адже було застереження, щоб не спрямувати всю силу течії Дніпра до незакріпленого правого берегу. 1877 велике водопілля зруйнувало цю загату. Її відновили у 1882 (за іншим джерелом — 1884).
У 1882—1884 також було збудовано три нових невеликих загати на Небишівській протоці (брала початок на західному березі о. Муромець поблизу сучасного острова Оболонський і була спрямована до Чорторию, її залишком на сьогодні є прямокутна затока на східному узбережжі Муромця північніше Північного мосту) та кам'яна загата на вході в затоку Бобровня. Зміцнено перешийок між Муромцем та Трухановим островом.
1884 між Муромцем та лівим берегом була збудована гребля, що відокремила Десну від Десенки. В наш час ця гребля забетонована, та нею проходить дорога на острів.

## Охорона
Частина території острова входить до Регіонального ландшафтного парку «Дніпровські острови». Південно-східна частина острова Муромець (без південно-західної) разом з північним краєм Труханового острова і островом Лопуховатим входить до заказника Муромець-Лопуховате. Район протоки Бобровня входить до Загально-зоологічного заказника місцевого значення "Урочище Бобровня".

## Галерея

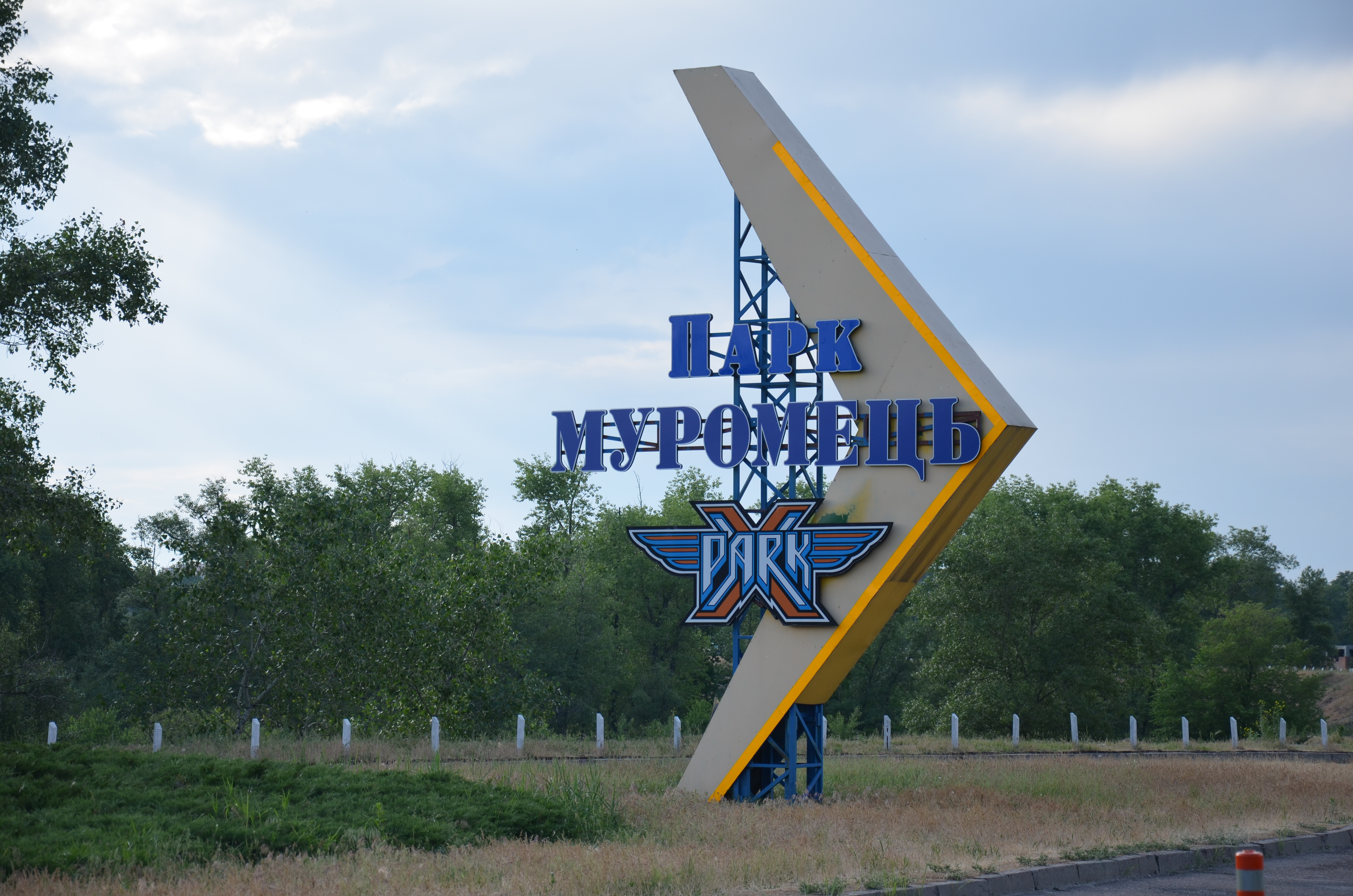
Парк Муромець
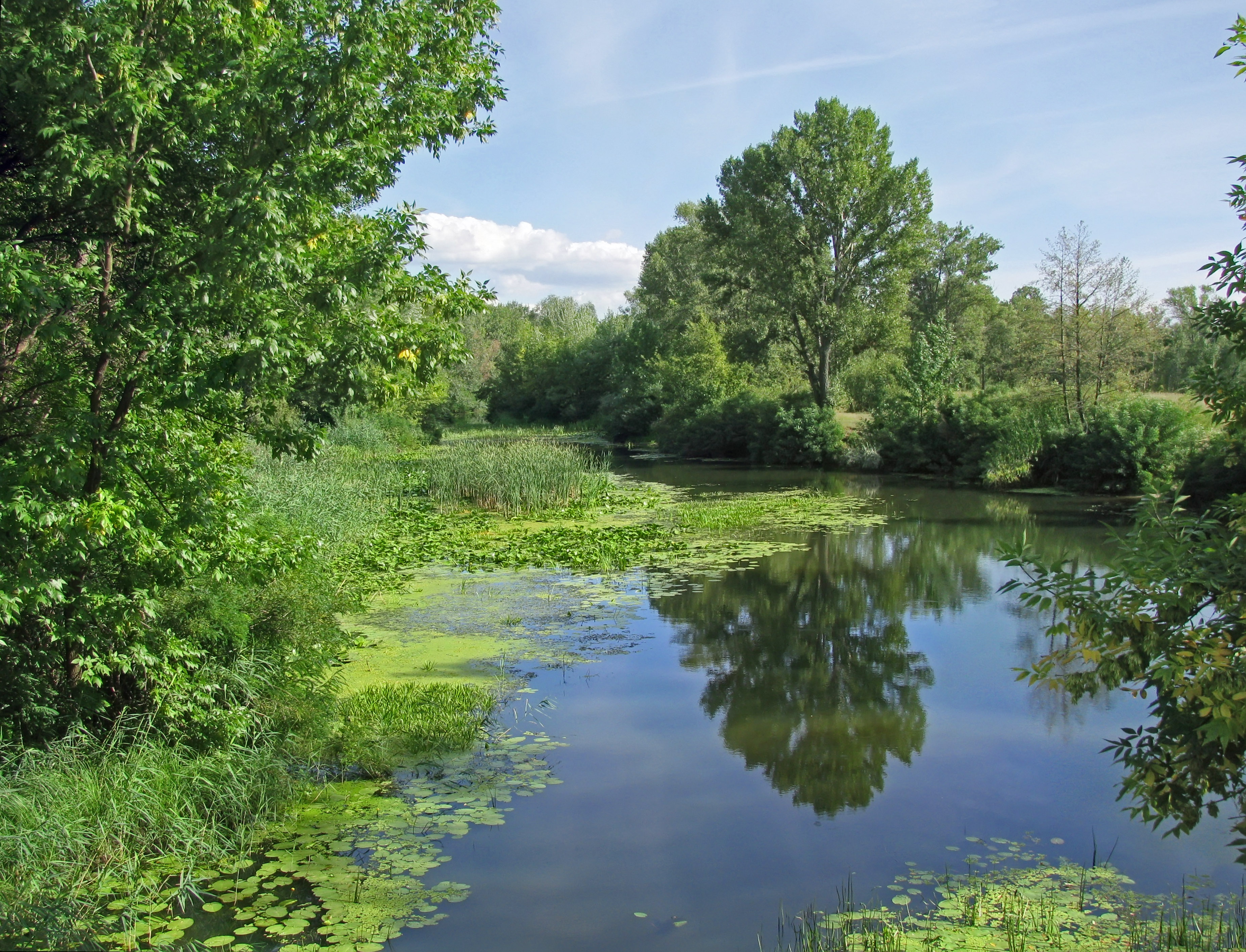
Одне з озер острова
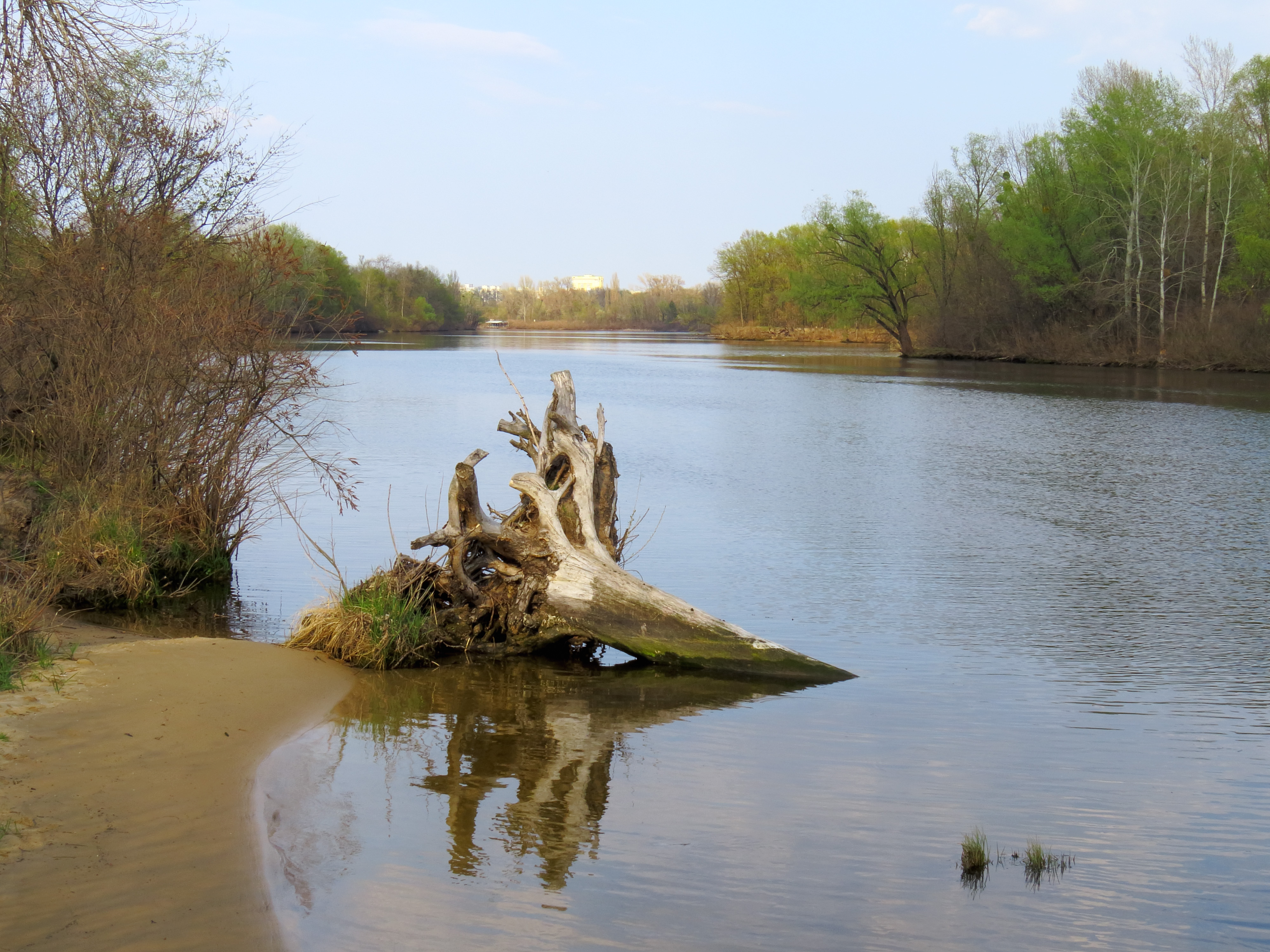
Берег Десенки
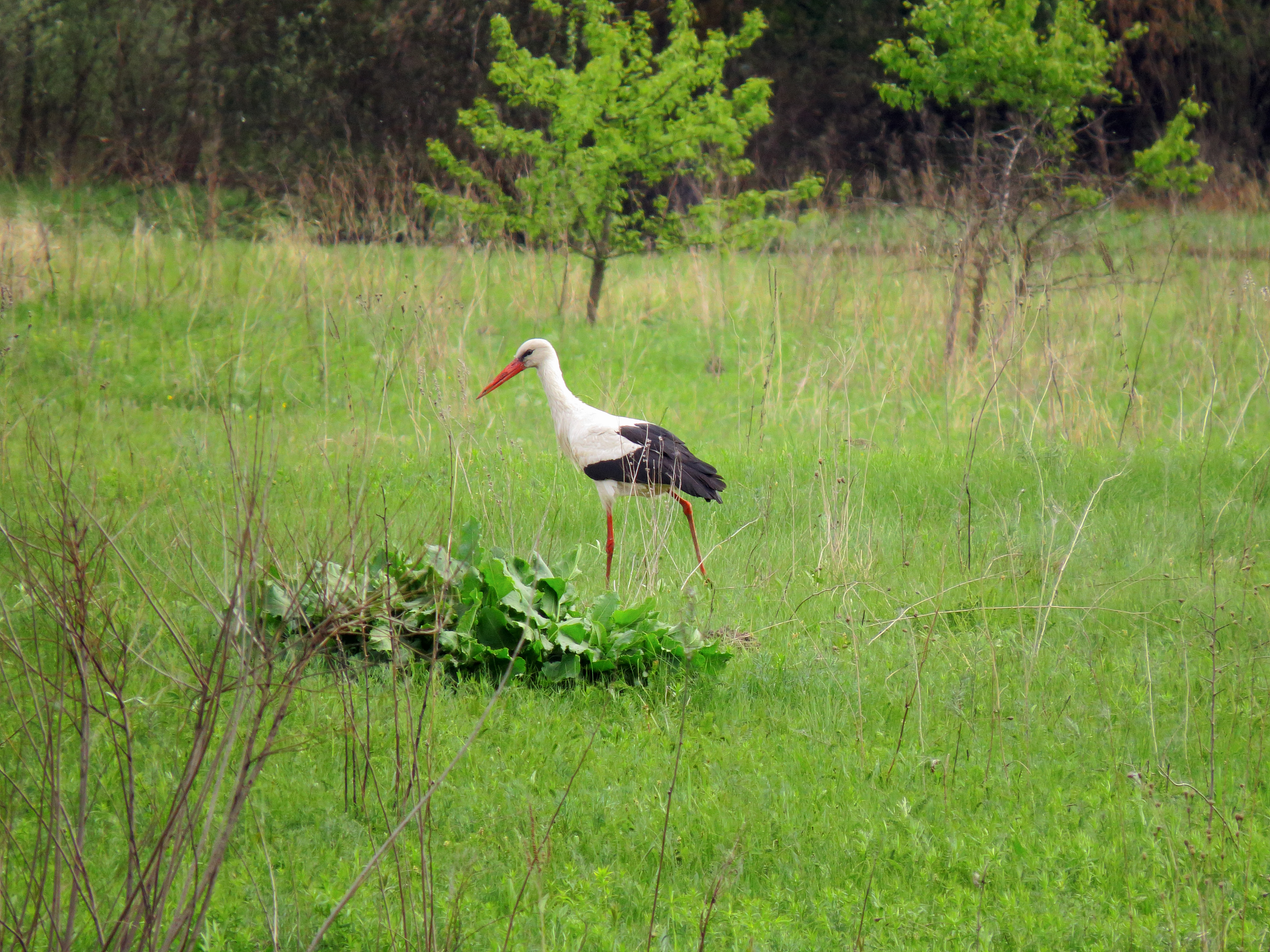
Білий лелека у травні
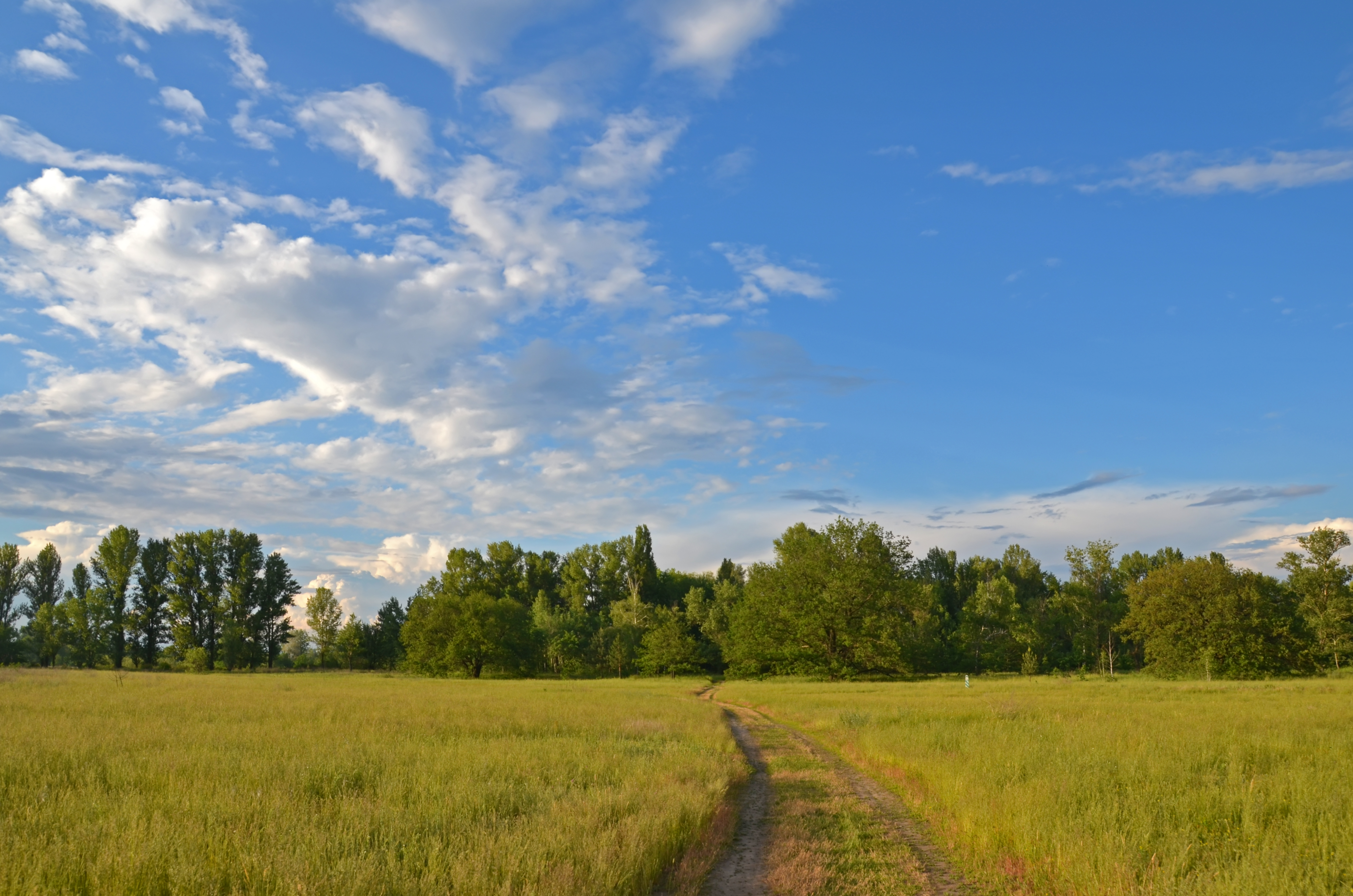
Пейзаж острова Муромець
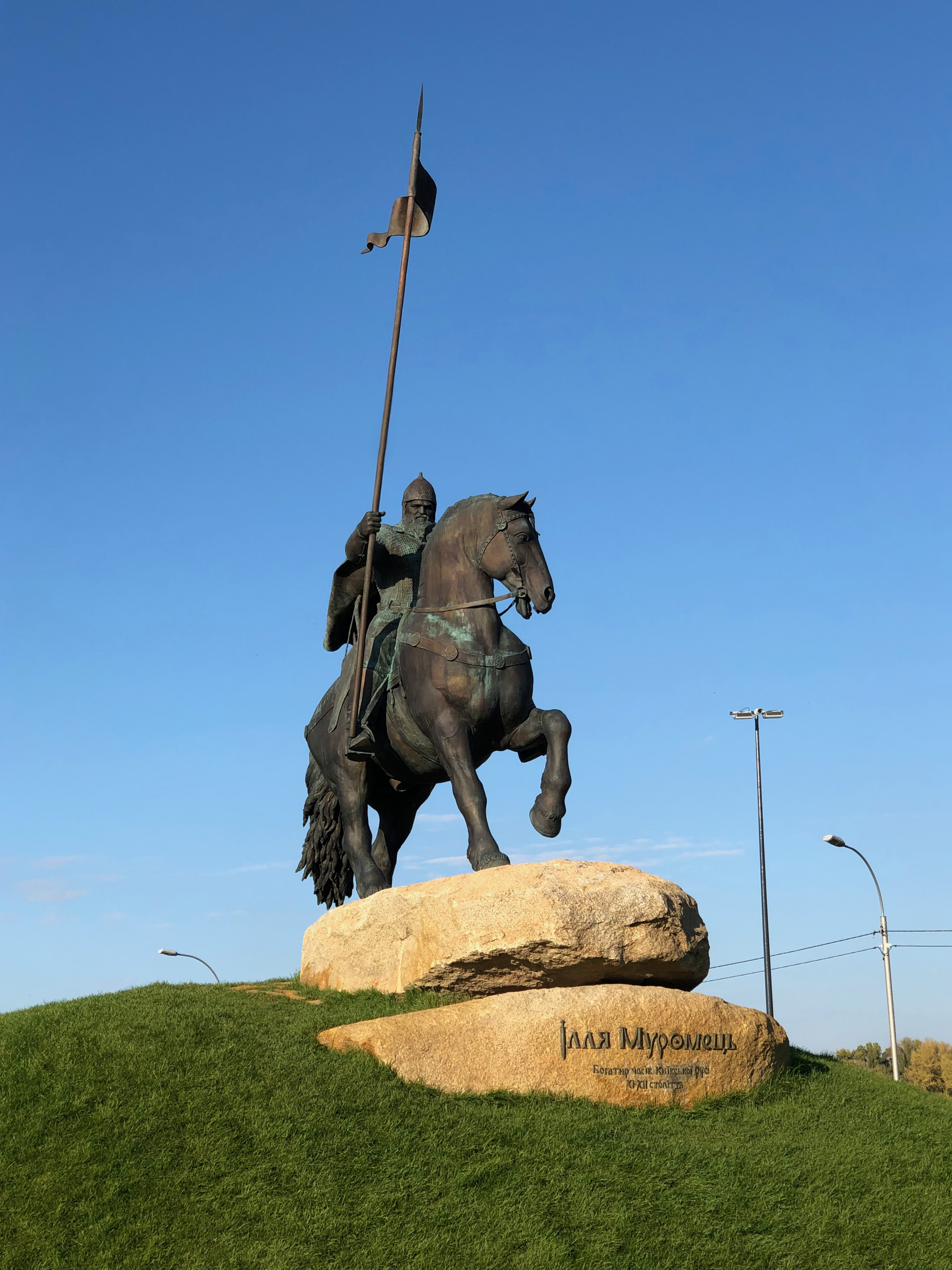
Пам'ятник Іллі Муромцю розташований в Парку «Муромець»